# Sinningia curtiflora
Sinningia curtiflora là một loài thực vật có hoa trong họ Tai voi. Loài này được (Malme) Chautems miêu tả khoa học đầu tiên năm 1990.